# André Stora
Pour les articles homonymes, voir Stora.
André Michel Joseph Stora dit André Stora, né le 13 décembre 1933 à Paris, est un hazzan français, enfant caché durant la Shoah, qui chante à la synagogue de Saint-Étienne et ensuite à la grande synagogue de Paris, puis à la synagogue de Nancy. Son petit-fils est Alexandre Bloch, directeur de l'Orchestre national de Lille.

## Biographie
André Stora est né le 13 décembre 1933 au domicile de ses parents avenue Trudaine dans le 9e arrondissement de Paris. Il est le fils d'Abraham Stora et de Rose Azoulay,. Abraham Stora est né le 22 décembre 1885 à Alger et est mort le 21 mai 1959 à Nancy. Rose Marcelle Éléonore Azoulay est née le 1er novembre 1896 à Alger et est morte le 8 novembre 1986 à Toul. Les parents d'André Stora se marient à Paris le 15 janvier 1920.
Il a deux frères : Paul Henri Aaron Stora, né le 11 janvier 1922 à Paris, et Robert Élie Armand Stora né le 10 novembre 1923 à Enghien-les-Bains.

### Seconde Guerre mondiale
En été, juillet-août 1939, André Stora est en colonie de vacances dans la Sarthe à Saint-Calais. Ses parents et son frère Robert Stora ont quitté Paris en voiture en direction de la zone libre. Son frère Paul Stora vient le chercher.
Paul Stora est embrigadé dans les S.T.O. (Service du travail obligatoire), et reste en Allemagne jusqu'après la Libération en mai 1945.
La mère d'André Stora est courtière en assurances à la compagnie L'Urbaine Capitalisation, au 24, rue Le Peletier dans le 9e arrondissement de Paris. En 1941, elle n'a plus le droit comme juive de travailler officiellement, elle travaille alors pour le compte d'une Madame Brunie. Cette dernière entraîne André Stora à l'église pour le cacher. Elle le fait baptiser à l'église Notre-Dame-des-Champs, en étant sa marraine.
En décembre 1941, André Stora est évacué de Paris dans le Jura, à Provenchère-par-Belleherbe (Doubs). Il est intégré dans la famille Rock ou Roque. Il y a une grand-mère malade, son fils Marc et sa sœur Reine. Ils ont une ferme, des animaux et cultivent les champs.
André Stora va à l'école du village et à la messe ainsi qu'aux cours de religion.
Dans le village, il y a d'autres enfants de Paris.
Il reste dans le village jusque janvier 1945.
La mère d'André Stora vit à Lyon durant la Guerre. Elle travaille toujours à la compagnie L'Urbaine Capitalisation, mais pas sous son nom, pour Madame Brunie.

### Saint-Étienne
André Stora est le hazzan de la synagogue de Saint-Étienne de 1951 à 1956.

### Grande synagogue de Paris
Après Saint-Étienne, il devient le hazzan de la grande synagogue de Paris, de mars 1956 à juillet 1957.

### Nancy
Simon Behr, responsable consistorial nancéien, influence la décision d'André Stora de devenir hazzan à Nancy.

### Israël
En prenant sa retraite, André Stora s'installe en Israël.

### Élève
- Jacky Herrmann[5]